# Stanley-Cup-Playoffs 1930
Die Playoffs um den Stanley Cup des Jahres 1930 begannen am 20. März 1930 und endeten am 3. April 1930 mit dem 2:0-Erfolg der Canadiens de Montréal gegen die Boston Bruins. Die Canadiens errangen damit ihren insgesamt dritten Titel und zugleich ihren ersten seit 1924. Die Boston Bruins, die als Titelverteidiger antraten, bestritten ihr drittes Endspiel in den letzten vier Jahren und hatten zudem mit Marty Barry und Cooney Weiland die beiden Topscorer dieser Playoffs in ihren Reihen.

## Modus
Für die Playoffs qualifizierten sich die jeweils drei besten Teams der beiden Divisionen. Die beiden Divisionssieger spielten in einem ersten Halbfinale direkt einen der beiden Finalteilnehmer aus. Die vier übrigen Teams standen sich in zwei Viertelfinals gegenüber, wobei die beiden Divisionszweiten sowie die beiden Divisionsdritten aufeinandertrafen. Die Viertelfinals mündeten schließlich im zweiten Halbfinale, das den zweiten Finalteilnehmer ermittelte. Dabei wurde das erste Halbfinale im Best-of-Five-Modus, das zweite Halbfinale sowie das Stanley-Cup-Finale jedoch nur im Best-of-Three-Modus ausgetragen. In den beiden Viertelfinalserien wurden grundsätzlich nur zwei Spiele ausgetragen, wobei nur die Tordifferenz zum Weiterkommen berücksichtigt wurde, sodass auch Unentschieden möglich waren.
In Serien mit Best-of-Five-Modus hatte das niedriger gesetzte Team in den ersten beiden Spielen Heimrecht, bevor die höher gesetzte Mannschaft drei Heimspiele in Folge bestritt. Im Best-of-Three-Modus wechselte das Heimrecht von Spiel zu Spiel, sodass das höher gesetzte Team zweimal vor heimischem Publikum spielte. In Serien mit nur zwei Partien richtete jedes Team ein Heimspiel aus. Anzumerken ist jedoch, das von der dargestellten Verteilung des Heimrechts aus verschiedenen Gründen regelmäßig abgewichen wurde.
Bei Spielen, die nach der regulären Spielzeit von 60 Minuten unentschieden blieben, folgte die Overtime. Sie endete durch das erste erzielte Tor (Sudden Death). Von dieser Regelung ausgenommen waren die Viertelfinalspiele, die Unentschieden enden konnten und nur in die Overtime gingen, sofern die Tordifferenz am Ende des zweiten Spiels keinen Sieger hervorgebracht hatte. Der Modus der Overtime unterschied sich von Runde zu Runde, so wurden teils 10-minütige, teils 15-minütige oder gar fortlaufende Overtime-Durchgänge gespielt.

## Qualifizierte Teams
| Canadian Division - (C1) Montreal Maroons - (C2) Canadiens de Montréal - (C3) Ottawa Senators | American Division - (A1) Boston Bruins - (A2) Chicago Black Hawks - (A3) New York Rangers |

## Playoff-Baum
|  | Viertelfinale | Viertelfinale         | Viertelfinale         |                  |                       | Halbfinale | Halbfinale    | Halbfinale |  |  | Stanley-Cup-Finale | Stanley-Cup-Finale | Stanley-Cup-Finale |
|  |               |                       |                       |                  |                       |            |               |            |  |  |                    |                    |                    |
|  |               |                       |                       |                  |                       |            |               |            |  |  |                    |                    |                    |
|  |               |                       |                       |                  |                       |            |               |            |  |  |                    |                    |                    |
|  | C1            | Montreal Maroons      | 1                     |                  |                       |            |               |            |  |  |                    |                    |                    |
|  | C1            | Montreal Maroons      | 1                     |                  |                       |            |               |            |  |  |                    |                    |                    |
|  |               |                       | A1                    | Boston Bruins    | 3                     |            |               |            |  |  |                    |                    |                    |
|  |               |                       |                       | Boston Bruins    | 3                     |            |               |            |  |  |                    |                    |                    |
|  |               |                       |                       |                  |                       |            |               |            |  |  |                    |                    |                    |
|  |               |                       |                       |                  |                       |            |               |            |  |  |                    |                    |                    |
|  |               |                       |                       |                  |                       | A1         | Boston Bruins | 0          |  |  |                    |                    |                    |
|  |               | C2                    | Canadiens de Montréal | 2                |                       |            |               |            |  |  |                    |                    |                    |
|  | C2            | Canadiens de Montréal | 13                    |                  |                       |            |               |            |  |  |                    |                    |                    |
|  | A2            | Chicago Black Hawks   | 02                    |                  |                       |            |               |            |  |  |                    |                    |                    |
|  | A2            | Chicago Black Hawks   | 02                    | C2               | Canadiens de Montréal | 2          |               |            |  |  |                    |                    |                    |
|  |               |                       |                       | C2               | Canadiens de Montréal | 2          |               |            |  |  |                    |                    |                    |
|  |               |                       | A3                    | New York Rangers | 0                     |            |               |            |  |  |                    |                    |                    |
|  | C3            | Ottawa Senators       | A3                    | New York Rangers | 0                     | 03         |               |            |  |  |                    |                    |                    |
|  | C3            | Ottawa Senators       |                       |                  |                       |            |               |            |  |  |                    |                    |                    |
|  | A3            | New York Rangers      | 16                    |                  |                       |            |               |            |  |  |                    |                    |                    |

## Viertelfinale

### (C2) Canadiens de Montréal – (A2) Chicago Black Hawks
| 23. März 1930 | Chicago Black Hawks | 0:1 (0:0, 0:0, 0:1) Spielbericht Stand: 0:1 | Canadiens de Montréal Wildor Larochelle (47:40) | Chicago Stadium, Chicago, Illinois |

| 26. März 1930 | Canadiens de Montréal Howie Morenz (29:20) Howie Morenz (111:43) | 2:2 n. V. (0:1, 1:1, 0:0, 0:0, 0:0, 1:0) Spielbericht Stand: 1:0 Tordifferenz: 3:2 | Chicago Black Hawks Ty Arbour (1:38) Earl Miller (32:49) | Forum de Montréal, Montreal, Québec |

### (C3) Ottawa Senators – (A3) New York Rangers
| 20. März 1930 | Ottawa Senators Art Gagné (46:45) | 1:1 (0:1, 0:0, 1:0) Spielbericht Stand: 0:0 | New York Rangers Léo Bourgeault (9:45) | Ottawa Auditorium, Ottawa, Ontario |

| 23. März 1930 | New York Rangers Bun Cook (29:02) Frank Boucher (38:16) Murray Murdoch (44:16) Murray Murdoch (46:05) Bun Cook (47:26) | 5:2 (0:1, 2:0, 3:1) Spielbericht Stand: 1:0 Tordifferenz: 6:3 | Ottawa Senators Bill Touhey (8:09) Harold Starr (53:50) | Madison Square Garden, New York City, New York |

## Halbfinale

### (A1) Boston Bruins – (C1) Montreal Maroons
| 20. März 1930 | Montreal Maroons Dunc Munro (29:41) | 1:2 n. V. (0:0, 1:1, 0:0, 0:0, 0:1) Spielbericht Stand: 0:1 | Boston Bruins Cooney Weiland (32:34) Harry Oliver (105:35) | Forum de Montréal, Montreal, Québec |

| 22. März 1930 | Montreal Maroons Hooley Smith (50:07) Nels Stewart (53:22) | 2:4 (0:0, 0:3, 2:1) Spielbericht Stand: 0:2 | Boston Bruins Marty Barry (24:00) Harry Oliver (25:35) Dit Clapper (27:30) Dit Clapper (59:24) | Forum de Montréal, Montreal, Québec |

| 25. März 1930 | Boston Bruins | 0:1 n. V. (0:0, 0:0, 0:0, 0:0, 0:1) Spielbericht Stand: 2:1 | Montreal Maroons Archie Wilcox (86:26) | Boston Garden, Boston, Massachusetts |

| 27. März 1930 | Boston Bruins Marty Barry (15:26) Lionel Hitchman (28:11) Bill Carson (46:51) Marty Barry (51:30) Dit Clapper (57:39) | 5:1 (1:0, 1:0, 3:1) Spielbericht Stand: 3:1 | Montreal Maroons Dunc Munro (59:08) | Boston Garden, Boston, Massachusetts |

### (C2) Canadiens de Montréal – (A3) New York Rangers
| 28. März 1930 | Canadiens de Montréal Armand Mondou (36:44) Gus Rivers (128:52) | 2:1 n. V. (0:1, 1:0, 0:0, 0:0, 0:0, 0:0, 0:0, 1:0) Spielbericht Stand: 1:0 | New York Rangers Murray Murdoch (15:34) | Forum de Montréal, Montreal, Québec |

| 30. März 1930 | New York Rangers | 0:2 (0:2, 0:0, 0:0) Spielbericht Stand: 0:2 | Canadiens de Montréal Nick Wasnie (14:56) Pit Lépine (15:56) | Madison Square Garden, New York City, New York |

## Stanley-Cup-Finale

### (A1) Boston Bruins – (C2) Canadiens de Montréal
| 1. April 1930 | Boston Bruins | 0:3 (0:0, 0:2, 0:1) Spielbericht Stand: 0:1 | Canadiens de Montréal Albert Leduc (28:43) Sylvio Mantha (33:17) Pit Lépine (46:27) | Boston Garden, Boston, Massachusetts |

| 3. April 1930 | Canadiens de Montréal Bert McCaffrey (9:10) Nick Wasnie (17:36) Sylvio Mantha (21:33) Howie Morenz (35:43) | 4:3 (2:0, 2:1, 0:2) Spielbericht Stand: 2:0 | Boston Bruins Eddie Shore (30:42) Percy Galbraith (48:47) Dit Clapper (50:59) | Forum de Montréal, Montreal, Québec |

### Stanley-Cup-Sieger
| Stanley-Cup-Sieger Canadiens de Montréal | Torhüter: George Hainsworth Verteidiger: Marty Burke, Gerald Carson, Albert Leduc, Georges Mantha, Sylvio Mantha (C) Angreifer: Aurèle Joliat, Bert McCaffrey, Armand Mondou, Wildor Larochelle, Pit Lépine, Howie Morenz, Gus Rivers, Nick Wasnie Cheftrainer: Cecil Hart General Manager: Léo Dandurand |

## Beste Scorer
Abkürzungen: GP = Spiele, G = Tore, A = Assists, Pts = Punkte, PIM = Strafminuten; Fett: Bestwert
| Spieler         | Team            | GP | G | A | Pts | PIM |
| --------------- | --------------- | -- | - | - | --- | --- |
| Marty Barry     | Boston          | 6  | 3 | 3 | 6   | 12  |
| Cooney Weiland  | Boston          | 6  | 1 | 5 | 6   | 2   |
| Dit Clapper     | Boston          | 6  | 4 | 0 | 4   | 4   |
| Pit Lépine      | Montréal Canad. | 6  | 2 | 2 | 4   | 6   |
| Nick Wasnie     | Montréal Canad. | 6  | 2 | 2 | 4   | 12  |
| Albert Leduc    | Montréal Canad. | 6  | 1 | 3 | 4   | 8   |
| Percy Galbraith | Boston          | 6  | 1 | 3 | 4   | 8   |
| Murray Murdoch  | NY Rangers      | 4  | 3 | 0 | 3   | 6   |
| Howie Morenz    | Montréal Canad. | 6  | 3 | 0 | 3   | 10  |
| Sylvio Mantha   | Montréal Canad. | 6  | 2 | 1 | 3   | 18  |
| Harry Oliver    | Boston          | 6  | 2 | 1 | 3   | 6   |

## Beste Torhüter
Die kombinierte Tabelle zeigt die drei besten Torhüter in der Kategorie Gegentorschnitt sowie den jeweils Führenden in Shutouts und Siegen.
Abkürzungen: GP = Spiele, Min = Eiszeit (in Minuten), W = Siege, L = Niederlagen, T = Unentschieden, GA = Gegentore, SO = Shutouts, GAA = Gegentorschnitt; Fett: Bestwert; Sortiert nach Gegentorschnitt.
Erfasst werden nur Torhüter mit 120 absolvierten Spielminuten.
| Spieler           | Team            | GP | Min    | W | L | T | GA | SO | GAA  |
| ----------------- | --------------- | -- | ------ | - | - | - | -- | -- | ---- |
| George Hainsworth | Montréal Canad. | 6  | 479:43 | 5 | 0 | 1 | 6  | 3  | 0,75 |
| Chuck Gardiner    | Chicago         | 2  | 171:23 | 0 | 1 | 1 | 3  | 0  | 1,05 |
| John Ross Roach   | NY Rangers      | 4  | 308:20 | 1 | 2 | 1 | 7  | 0  | 1,36 |